# Karen Bennett
Karen Bennett (Edimburgo, 5 febbraio 1989) è una canottiera britannica, vincitrice della medaglia d'argento nell'otto a Rio de Janeiro 2016.

## Palmarès
- Olimpiadi

Rio de Janeiro 2016: argento nell'8.
- Campionati del mondo di canottaggio

Aiguebelette 2015: argento nel 4 senza.
- Campionati europei di canottaggio

Brandeburgo 2016: oro nell'8.
Račice 2017: bronzo nel 2 senza.
Glasgow 2018: argento nell'8.